# Steven Mays
Steven Allen Mays (ur. 17 czerwca 1966) – amerykański zapaśnik w stylu klasycznym. Olimpijczyk z Sydney 2000, gdzie zajął siedemnaste w wadze do 54 kg. Brązowy medalista Igrzysk Panamerykańskich w 1999. Przez 15 lat służył w marynarce wojennej USA. W 1999 roku mistrz U.S. Nationals, drugie miejsca w 1996 i 2000 roku. Kapitan ekipy zapaśników klasycznych na igrzyskach w Sydney.